# Culex guyanensis
Culex guyanensis är en tvåvingeart som beskrevs av Clastrier 1970. Culex guyanensis ingår i släktet Culex och familjen stickmyggor.
Artens utbredningsområde är Franska Guyana. Inga underarter finns listade i Catalogue of Life.